# Fibula (spilla)

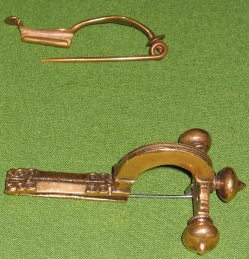
Fibule

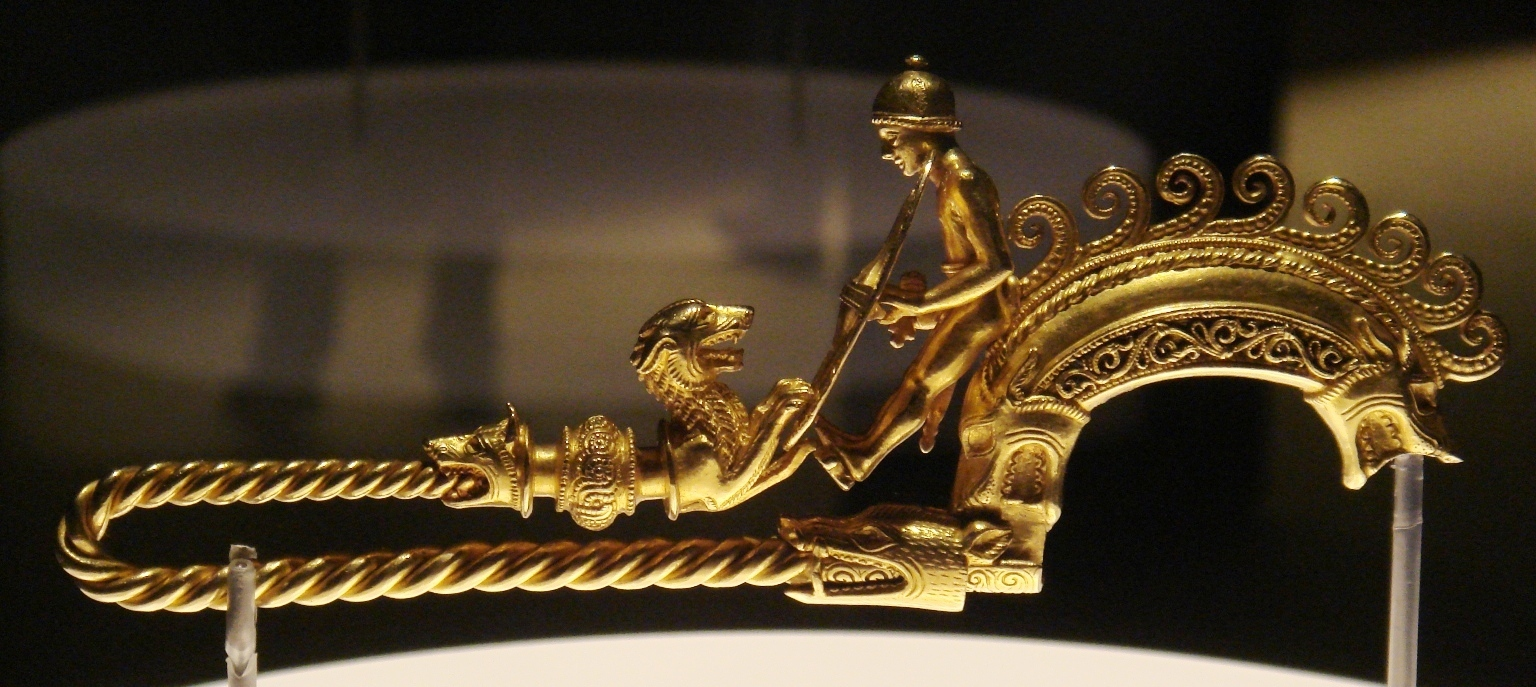
Fibula di Braganza, British Museum

Fibula è il nome latino della fibbia o della spilla, utilizzata in primo luogo per assicurare le vesti sulle spalle ed alla vita.

## Storia
Poiché il nome deriva dall'osso della gamba detto perone o fibula, la cui forma, specie in animali di piccola taglia, si presta ad un utilizzo quale spillone, risulta chiaro che pur se nella terminologia archeologica la fibula è nettamente distinta dallo spillone, l'origine non solo del termine ma dell'utensile stesso è strettamente connessa a quella dello spillone, con il quale condivide la funzione.
Lo spillone si diffonde alcuni secoli prima della fibula; successivamente si nota in diverse aree geografiche la preferenza per l'uno o l'altro dei due sistemi di fissaggio dei tessuti.
Sotto il profilo tecnico l'origine della fibula, che è una "spilla di sicurezza" (come la tradizionale "spilla da balia") corrisponde semplicemente alla ripetuta piegatura di un lungo spillone di fusione, arricchito da noduli, ingrossamenti, torsioni, ed alcune parti del quale, come in particolare la staffa, sono rese laminari attraverso battitura.
Le fibule erano generalmente di bronzo e più tardi di ferro, ma ne sono state trovate anche d'argento o d'oro e, in età imperiale, anche decorate con gemme. Le dimensioni potevano variare dai 2 ai 50 cm, anche se raramente superavano i 20 cm.
Le prime fibule rinvenute risalgono all'età del bronzo ed ebbero un'ampia diffusione in tutta l'area mediterranea partendo del Mediterraneo orientale; il loro utilizzo cessò verso il VI secolo.
La fibula, nello schema più semplice, è costituita dall'ardiglione o ago, dalla molla (che può essere di vari tipi), dall'arco (le cui forme diversificate danno il nome ai corrispondenti tipi di fibula) e dalla staffa che alloggia e ferma l'estremità appuntita dell'ardiglione.
La più famosa fibula dell'Italia antica è forse la fibula prenestina, rinvenuta nel 1871 a Palestrina (l'antica Praeneste) e conservata al Museo Pigorini di Roma. La peculiarità della fibula è rappresentata dall'iscrizione apposta su di essa, che è il più antico documento scritto in latino.

## Tipologia
Vi furono diversi tipi di fibula:
- fibula ad arco di violino, la più arcaica
- fibula ad arco semplice
- fibula ad arco ingrossato
- fibula ad arco a gomito
- fibula a drago
- fibula a larga staffa
- fibula a balestra
- fibula a navicella
- fibula a navicella romboidale
- fibula tipo Ornavasso
- fibula a sanguisuga
- fibula serpeggiante